# منزل باقري (جرجان)
منزل باقري (بالفارسية: خانه باقری) هو منزل تاريخي يعود إلى عصر دولة بهلوية، ويقع في جرجان.